# انتخابات مجلس الأمن التابع للأمم المتحدة (نوفمبر) 1946
أُجريت الانتخابات الثانية لمجلس الأمن التابع للأمم المتحدة عام 1946 في 19 نوفمبر 1946 خلال الدورة الأولى للجمعية العامة للأمم المتحدة. انتخبت الجمعية العامة بلجيكا وكولومبيا وسوريا كأعضاء جدد غير دائمين في مجلس الأمن التابع للأمم المتحدة لمدة عامين تبدأ في يناير 1947.

## النتيجة
أدار الانتخابات رئيس الجمعية العامة للأمم المتحدة آنذاك بول هنري سباك من بلجيكا. في هذا التاريخ، كان لدى الأمم المتحدة 54 دولة عضو، تم الترحيب بكل من أفغانستان وأيسلندا والسويد  كأعضاء في المنظمة في وقت سابق خلال نفس الاجتماع. أُجريت الانتخابات باستخدام قائمة الدول الأعضاء في الأمم المتحدة. وحُذف الأعضاء الثمانية الحاليين في مجلس الأمن من القائمة (الأعضاء الخمسة الدائمون وأستراليا والبرازيل وبولندا )، وكذلك الأعضاء الثلاثة الذين لم يكن بوسعهم الترشح لإعادة انتخابهم على الفور (مصر والمكسيك وهولندا). وطُلب من رؤساء الوفود وضع علامة على المربع المقابل لاسم كل عضو يرغبون في التصويت له. وتم التصويت على ورقة اقتراع واحدة. أبطلت بطاقات الاقتراع التي احتوت على أكثر من ثلاث خيارات.
| الدولة                  | الجولة الأولى |
| كولومبيا                | 51            |
| سوريا                   | 45            |
| بلجيكا                  | 43            |
| الهند                   | 13            |
| النرويج                 | 4             |
| كندا                    | 1             |
| كوبا                    | 1             |
| اليونان                 | 1             |
| تركيا                   | 1             |
| بطاقات الاقتراع الباطلة | 0             |
| الأغلبية المطلوبة       | 36            |
| أوراق الاقتراع          | 54            |

## روابط خارجية
- وثيقة الأمم المتحدة A/59/881 مذكرة شفوية من البعثة الدائمة لكوستاريكا تحتوي على سجل لانتخابات مجلس الأمن حتى عام 2004